# 蜡枝槭
蜡枝槭（学名：Acer ceriferum）为无患子科槭属的植物，为中国的特有植物。分布于中国大陆的湖北等地，生长于海拔1,500米的地区，多生长在山谷疏林中，目前尚未由人工引种栽培。